# Place Saint-Sulpice

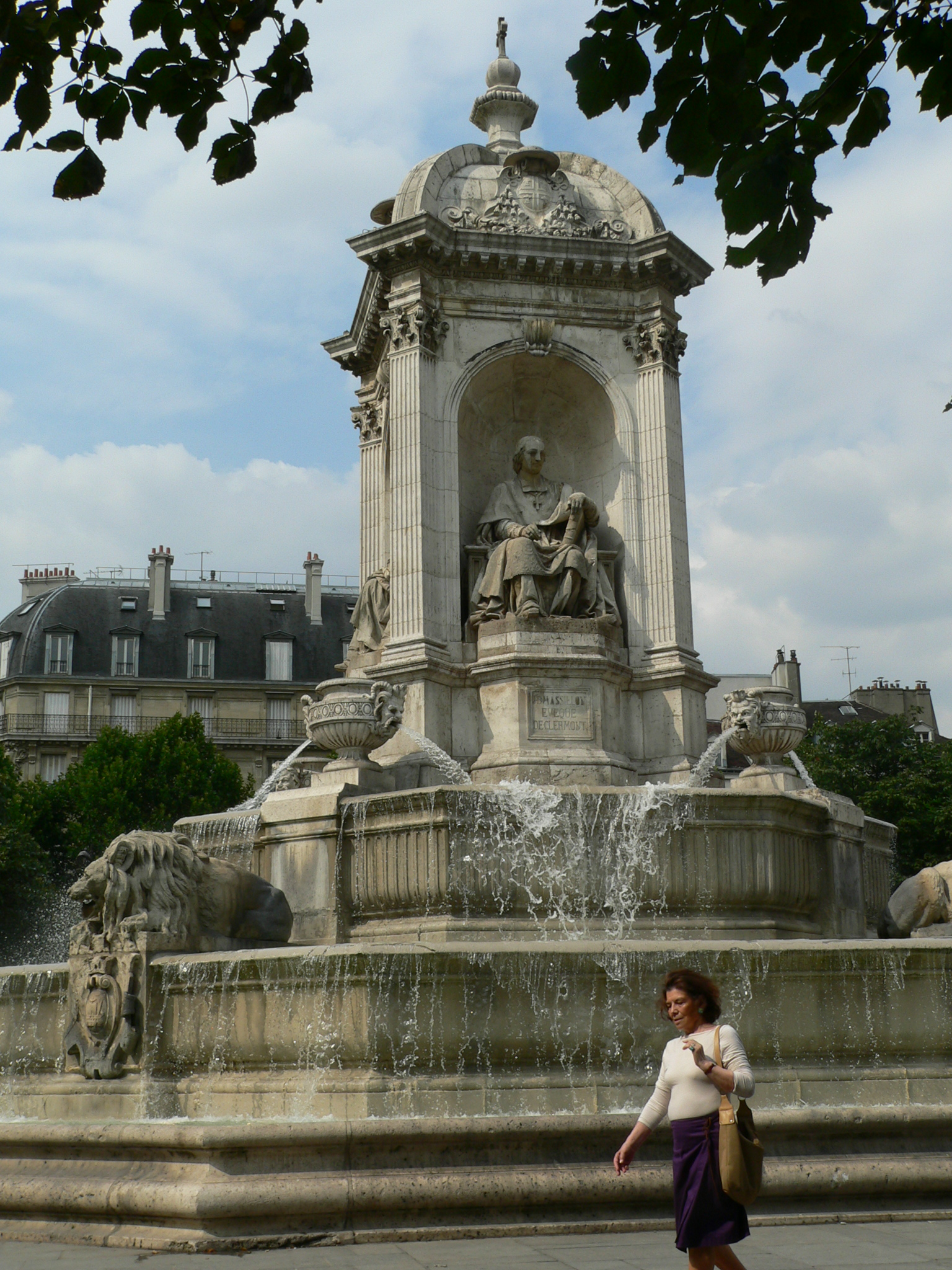
La fontana Saint Sulpice

Place Saint-Sulpice è una piazza di Parigi, situata nel VI arrondissement. La piazza deve il suo nome alla chiesa di Saint Sulpice che vi si affaccia sul lato est.
Il grande spazio risale al 1754 . La piazza è il luogo scelto dallo scrittore Georges Perec per descrivere "il resto: ciò di cui normalmente non si prende nota, ciò che non si osserva, ciò che non ha importanza: ciò che succede quando non succede niente, se non il tempo, le persone, le macchine e le nuvole" nel libro Tentativo di esaurire un luogo parigino.
Al centro di vi si trova la fontana di Saint Sulpice o dei Points Cardinaux (1844) ed alcuni alberi di castagno. Vi si affaccia anche il Café de la Mairie, punto di incontro di scrittori e studenti, spesso citato in film francesi. Deve il suo nome alla presenza della Mairie (municipio) del VI arrondissement.